# 11328 Mariotozzi
11328 Mariotozzi (tên chỉ định: 1995 UL) là một tiểu hành tinh vành đai chính. Nó được phát hiện bởi Vincenzo Silvano Casulli ở Osservatorio Colleverde di Guidonia ngày 19 tháng 10 năm 1995. Nó được đặt theo tên Mario Tozzi, an Italian geologist.